# Affaire Cofidis
Pour les articles homonymes, voir Cofidis (homonymie).
L’Affaire Cofidis est une affaire de dopage qui a touché le cyclisme professionnel en 2004.

## Enquête et mises en examen
L'« affaire Cofidis » démarre au printemps 2003 lorsque la brigade des stupéfiants reçoit une information selon laquelle le soigneur polonais Boguslaw Madejak de l'équipe cycliste Cofidis se livre à un trafic de produits dopants. L'instruction est confiée au juge Richard Pallain. L'enquête de plusieurs mois se base notamment sur des écoutes téléphoniques.
Le 12 janvier 2004, les services de police perquisitionnent le siège de l'équipe Cofidis à Marcq-en-Barœul, le cabinet d'un de ses médecins à Amiens, et interpellent le Polonais Marek Rutkiewicz à l'aéroport de Paris-Charles-de-Gaulle, de retour de Varsovie, en possession d'ampoules d'EPO et d'hormones de croissance. Le lendemain, un autre ancien coureur de Cofidis, le « pistard » Robert Sassone, est mis en garde à vue. De la testostérone et de l'EPO sont saisis à son domicile. Le 14 janvier, le soigneur Boguslaw Madejak, rentré en hâte du stage espagnol de l'équipe, est écroué. Des anabolisants et du matériel de transfusion sont saisis à son domicile.
Robert Sassone désigne le coureur de Cofidis Philippe Gaumont comme son fournisseur d'EPO. Celui-ci est interpellé avec son coéquipier Cédric Vasseur à son retour d'Espagne à l'aéroport de Paris-Orly le 22 janvier. Gaumont est mis en examen le même jour. Vasseur et un autre coureur de Cofidis, Médéric Clain, sont mis en examen le 1er avril.
Le directeur sportif de l'équipe professionnelle Saint-Quentin-Oktos Oleg Kozlitine, qui reconnaît avoir fourni de l'EPO à Philippe Gaumont, est mis en examen. Du matériel et des produits pharmaceutiques sont saisis chez le coureur amateur polonais Daniel Majewski, qui évolue au club de Castelsarrasin, et est également mis en examen.
Sur la base du témoignage de Robert Sassone, une pharmacie du 16e arrondissement de Paris est perquisitionnée en avril, dans laquelle se seraient approvisionnés plusieurs coureurs de Cofidis.
Deux derniers coureurs de l'équipe Cofidis sont mis en examen durant l'été. Sur la base des informations livrées par Philippe Gaumont, David Millar est mis en examen en juillet et avoue avoir consommé de l'EPO en 2001 et 2003. Massimiliano Lelli est mis en examen en août.

## Le cas de Cédric Vasseur
Le cas de Cédric Vasseur, mis en examen le 1er avril pour infraction à la législation sur les stupéfiants et acquisition et détention de substances vénéneuses, connaît plusieurs rebondissements liés à des dysfonctionnements au sein des services de police.
Une analyse d'échantillons de cheveux prélevés lors de son interpellation en janvier révèle des traces de cocaïne. Ce résultat est cependant infirmé par une contre-expertise effectuée en février, et par une troisième expertise ordonnée par le juge Pallain en mai. La mise en examen, ainsi que la première analyse capillaire, sont annulées en octobre. En décembre, une analyse ADN révèle que les cheveux sur lesquels avaient été trouvées des traces de cocaïne ne sont pas ceux de Cédric Vasseur.
Entretemps, une expertise graphologique a conclu à la falsification des procès-verbaux des dépositions de Cédric Vasseur en janvier, ceux-ci comportant « cinq imitations de la signature de M. Vasseur par une personne en connaissant l'aspect général ». Cette falsification a valu à un policier de la brigade des stupéfiants une peine de dix mois de prison avec sursis pour faux.

## Procès et jugement
Dix personnes comparaissent devant le tribunal de Nanterre en novembre 2006 : les sept coureurs ou anciens coureurs Massimiliano Lelli, David Millar, Philippe Gaumont, Robert Sassone, Médéric Clain, Marek Rutkiewicz et Daniel Majewski, le directeur sportif Oleg Kozlitine, le soigneur Boguslaw Madejak et le pharmacien Pierre Ben Yamin.
Le jugement est prononcé le 19 janvier 2007 par le tribunal correctionnel de Nanterre. La peine la plus lourde est prononcée à l'encontre de Boguslaw Madejak, condamné à un an de prison dont 9 mois avec sursis. Philippe Gaumont, Robert Sassone, Marek Rutkiewicz, Daniel Majewski sont condamnés à des peines de six mois de prison avec sursis, Médéric Clain et Oleg Kozlitine à des peines de trois mois avec sursis. Le pharmacien Pierre Ben Yamin est condamné à une peine de six mois de prison avec sursis, à une amende de 3 000 euros et au versement de 3 000 euros de dommages et intérêts à l'Ordre des pharmaciens.
David Millar et Massimiliano Lelli ont été relaxés, car « il n'est pas établi que les infractions reprochées aient été commises sur le territoire national ».
Les sociétés Cofidis SA et Cofidis Compétition, qui s'étaient constituées parties civiles, ont été déboutées de leur demande de dommages-intérêts. Le tribunal a d'ailleurs estimé que « par leur implication dans le milieu du cyclisme professionnel, leur connaissance avérée du dopage et l'absence de mesures significatives prises pour l'enrayer, [elles] ne pouvaient ignorer le phénomène notoire du dopage ni son ampleur, d'autant que des personnalités du monde médical et sportif avaient de longue date stigmatisé ces pratiques connues de tous ».

## Conséquences de l'affaire Cofidis

### Conséquences pour l'équipe Cofidis
Le 10 avril 2004, Cofidis retire son équipe cycliste de toute compétition, au lendemain de la publication par le quotidien L'Équipe d'extraits de dépositions de Philippe Gaumont mettant en cause des coureurs et membres de l'encadrement de l'équipe, et à la veille de la classique Paris-Roubaix à laquelle elle doit participer.
Cette auto-suspension prend fin le 5 mai, avec la participation de Cofidis aux Quatre Jours de Dunkerque. Durant cette période, le champion du monde Igor Astarloa est libéré de son contrat avec l'équipe et s'engage avec la formation italienne Lampre.
Les coureurs mis en examen sont licenciés, à l'exception de Cédric Vasseur. Celui-ci garde la confiance de la direction de l'équipe. Il ne peut toutefois pas participer au Tour de France. À l'issue de cette période de retrait, le manager Alain Bondue et le médecin Jean-Jacques Menuet démissionnent.
L'équipe annonce l'adoption d'une « nouvelle ligne de conduite » vis-à-vis du dopage, impliquant la réalisation d'analyses capillaires, un suivi biologique mensuel, des contrôles inopinés et une sensibilisation des coureurs au problème du dopage. Il est demandé aux directeurs sportifs de « faire courir les cyclistes au maximum 90 jours par an ». Le système de rémunération est modifié pour certains coureurs et pour l'encadrement et n'est plus lié au classement UCI.

### Conséquences sur la carrière sportive des coureurs impliqués
Philippe Gaumont et Massimiliano Lelli, tous deux licenciés par Cofidis, mettent fin à leur carrière de coureur cycliste. C'est également le cas de Robert Sassone, déjà sans équipe professionnelle en 2004.
David Millar, qui a avoué sa consommation de produits dopants, est suspendu deux ans par la fédération britannique de cyclisme. Il reprend la compétition en 2006 au sein de l'équipe Saunier Duval. Il bénéficie d'une image de coureur repenti, engagé dans la lutte contre le dopage. Médéric Clain a été licencié par Cofidis, condamné par le tribunal de Nanterre, mais a été blanchi par la Fédération française de cyclisme (FFC). Il n'a par conséquent pas été suspendu et a poursuivi sa carrière de coureur. Il n'a cependant pas pu réaliser son souhait de redevenir coureur professionnel. Il en a la possibilité en 2007 avec la nouvelle équipe Roubaix Lille Métropole, issue du Vélo club de Roubaix dont il est membre en 2006, mais sa condamnation le prive de ce retour. Il est depuis l'un des meilleurs coureurs amateurs français (premier du classement de la FFC en 2005, deuxième en 2009).
Marek Rutkiewicz n'a, comme Médéric Clain, pas reçu de sanction disciplinaire de la part d'une instance sportive, malgré sa condamnation par la justice française. Licencié par l'équipe RAGT Semences, il rejoint dès le mois de juillet 2004 l'équipe polonaise Action-ATI avec laquelle il gagne une étape du Tour de Pologne, alors que l'instruction suit son cours. Il est toujours coureur cycliste en 2011, et s'est notamment classé à plusieurs reprises parmi les dix premiers du Tour de Pologne.